# حرف (فیلم ۲۰۱۲)
حرف (به انگلیسی: The Letter) فیلمی محصول سال ۲۰۱۲ و به کارگردانی جی آنانیا است. در این فیلم بازیگرانی همچون وینونا رایدر، جیمز فرانکو، داگمارا دومینچیک، جاش همیلتون، کاترین واترستون و مارین ایرلند ایفای نقش کرده‌اند.